# Braslav di Croazia
Braslav di Croazia (fl. IX secolo) fu duca della Bassa Pannonia (Pannonia inferior cum duce Braslao ad officium rediit) tra l'880 ca. e il 900 ca., in quanto vassallo di Arnolfo di Carinzia. Secondo la moderna storiografia croata, Braslav era un principe croato.

## Biografia
Tra l'882 e l'884 fu combattuta la sanguinosa guerra franco-morava, nel corso della quale la Pannonia subì ingenti devastazioni, fra Arnolfo di Carinzia e Svatopluk I di Moravia. Secondo gli Annales Regni Francorum, Braslav partecipò al conflitto e ai negoziati per la pace, che venne conclusa a Tulln.
Secondo gli Annali di Fulda, nell'891 Arnolfo inviò un'ambasceria guidata dal prefetto (marchese) della marca orientale Aribo in Moravia per rinnovare la pace. Apparentemente la missione diplomatica ebbe successo, tuttavia, Svatopluk venne infranse gli accordi di pace e Arnolfo rispose invadendo la Moravia. Arnolfo, accompagnato da Braslav, attraversò il fiume Sava, al comando di un'armata formata da truppe germaniche e mercenari ungari. Terminata la rappresaglia, Arnolfo rientrò nei suoi domini nell'892.
Nell'894, dopo la morte di Svatopluk, gli ungari devastarono e occuparono il bacino pannonico tra il Tibisco e il Danubio. Così, tra l'895 e l'896 Arnolfo ordinò a Braslav, che si era acquartierato a Mosapurc (l'odierna Zalavár), di rafforzare le difese della frontiera sud-orientale. Tuttavia, Arnolfo e Braslav non riuscirono fermare gli ungheresi che conquistarono la Bassa Pannonia e nell'898 invasero il Regno d'Italia per la prima volta, dopo aver attraversato le terre slave.

## Curiosità
Secondo un'ipotesi Bratislava, la capitale della Slovacchia, avrebbe preso il suo nome proprio da Braslav.